# Dalai láma

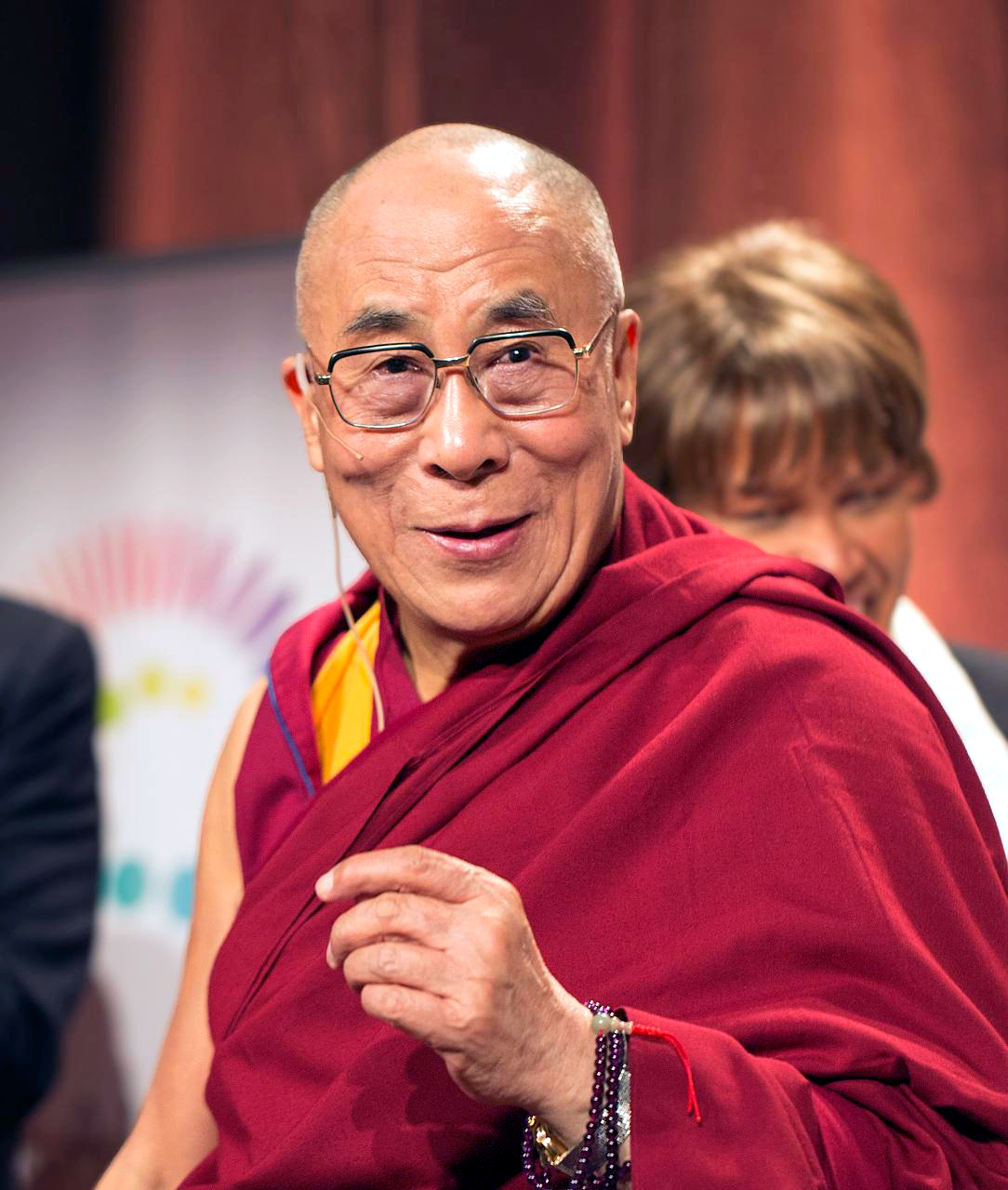
A 14. dalai láma, Tendzin Gyaco (2012-ben)

A dalai láma a tibeti buddhizmus gelugpa iskolájának legmagasabb rangú tanítója. Az egymást követő dalai lámák egy (tibeti nyelven) tulku (mongolul kubilgán) öröklési vonalat formálnak, ami 1391-ig nyúlik vissza. A jelenlegi – tizennegyedik – dalai láma Tendzin Gyaco. A legtöbb tibeti buddhista iskola elfogadja a dalai lámát Tibet vallási és politikai vezetőjének, és mind a négy iskola vezetője a tibeti hagyományok legfőbb lámájaként ismeri el.[forrás?] Ez gyakorlatilag Tibet uralkodójává, valamint államfőjévé tette a pozíció betöltőjét. A dalai láma a fővárosból, Lhászából igazgatta az ország nagy részét (a 17. század közepétől 1959-ig, amikor Indiába kellett menekülnie).
A dalai láma a hit szerint Avalókitésvara, az együttérzés bódhiszattvájának megtestesülése, akit tibeti nyelven „Csenreszig”-nek neveznek. A bódhiszattvák olyan megvilágosodott lények, akik saját nirvánájukat elhalasztva az újraszületést választották azért, hogy az emberiséget szolgálják.
Gyakran teszik hozzá az „Őszentsége” megnevezést a dalai láma titulusa elé. A dalai lámáról gyakran azt gondolják, hogy a gelugpa iskola feje, de a pozíciója hivatalosan a ganden tripához tartozik. A tibetiek a dalai lámát gyalva rinpocsénak vagy jisinorbunak nevezik.

## Történelem
A dalai „óceán”-t jelent mongol nyelven, a láma pedig „bölcs tanító”-t tibeti nyelven, és az összetételt általában „a bölcsesség óceánja”-ként fordítják. Maga a dalai láma is ezt a fordítást használja. A tényleges titulust a mongol uralkodó Altan kán ruházta Szönam Gyacóra 1578-ban, a teljes mongol cím így hangzik: „a csodálatos Vadzsradhara, erényekkel ékes ragyogó óceán”. Szönam Gyaco a Drepung kolostor apátja volt, akit ebben az időben széles körökben a legfőbb lámának tartottak. Bár Szönam Gyaco az első láma lett, aki a dalai láma titulust birtokolta, annak köszönhetően, hogy a leszármazási vonalának harmadik tagja volt, a 3. dalai láma-ként vált ismertté, és a titulust azóta a reinkarnációs vonal minden tagja viseli. A két megelőző címet posztumusz adományozták a korábbi inkarnációinak. 170 éven belül öt dalai lámát gyilkoltak meg a buddhista udvaroncok.
Az 5. dalai láma, Güsri kán támogatásával, aki Höh Núr mongol uralkodója volt, egyesítette Tibetet. A dalai lámák egész addig gyakorolták részleges uralmukat Tibetben, a kínai kormány által bizonyos mértékű autonóm hatalommal felruházva, amíg a Kínai Népköztársaság egészen meg nem szállta a régiót 1949-ben, majd 1959-ben teljesen ellenőrzése alá nem vonta. A 14. dalai láma ekkor Indiába menekült.

## A dalai lámák utódlása
A „dalai láma” címet jelenleg a spirituális vezető következő reinkarnációjának adományozzák (például: a 14. dalai láma következő reinkarnációja a „15. dalai láma” titulust fogja viselni).

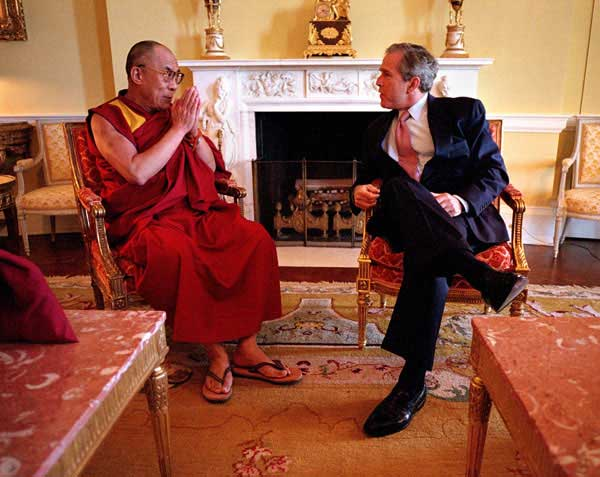
Tendzin Gyaco, a 14. dalai láma és George Bush, az Egyesült Államok elnöke

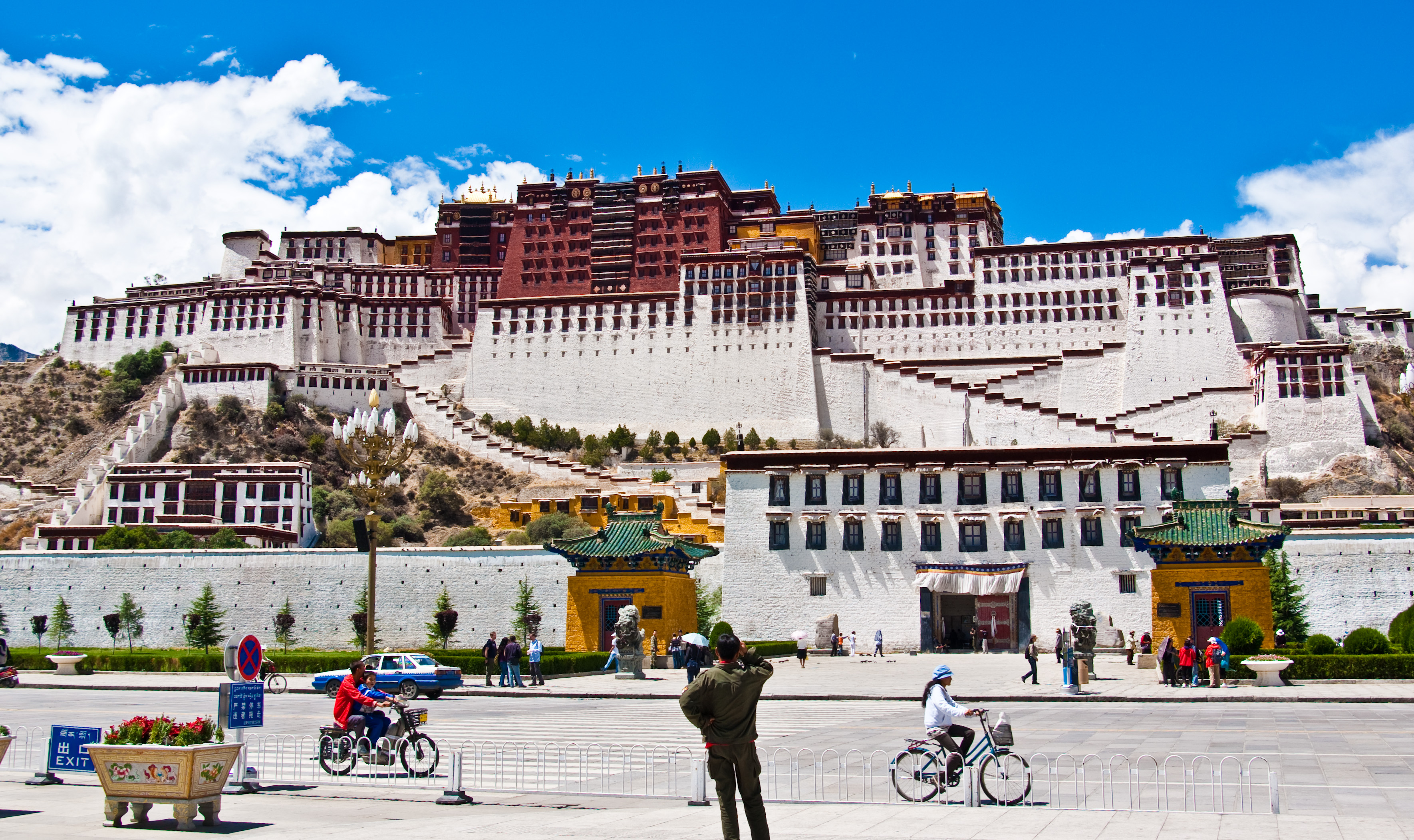
A Potala palota

A dalai láma környezete a reinkarnációra utaló magatartást vagy közlést már a dalai láma haldoklása során figyeli, nincs-e valamilyen utalás az eljövendő utód születési helyére, a születendő személy közvetlen környezetére vagy ismertetőjelére. A dalai láma ugyanis maga választja meg a helyet és annak körülményeit, milyen formában és kiben fog újraszületni. Halálát követően a szerzetesek campából gyúrt golyókba helyezik az égtájak neveit, majd imamalomban megpörgetik. Ha a kieső golyóban levő égtájat az elhunyt is említette, akkor a vezető lámák elindulnak és keresésbe kezdenek egy kisgyermek, a láma reinkarnációja, avagy a yangsi (yang srid) után. A pontos hely megtalálásához jóslatokat és híres lámák látomásait is igénybe veszik. A reinkarnáció fő jelének azt tartják, ha felismeri a megelőző dalai láma személyes tárgyait. A reinkarnáció keresése általában több évet vesz igénybe. A reinkarnációt ezután Lhászába viszik, hogy ott a többi láma tanítsa.

## A dalai láma jövője

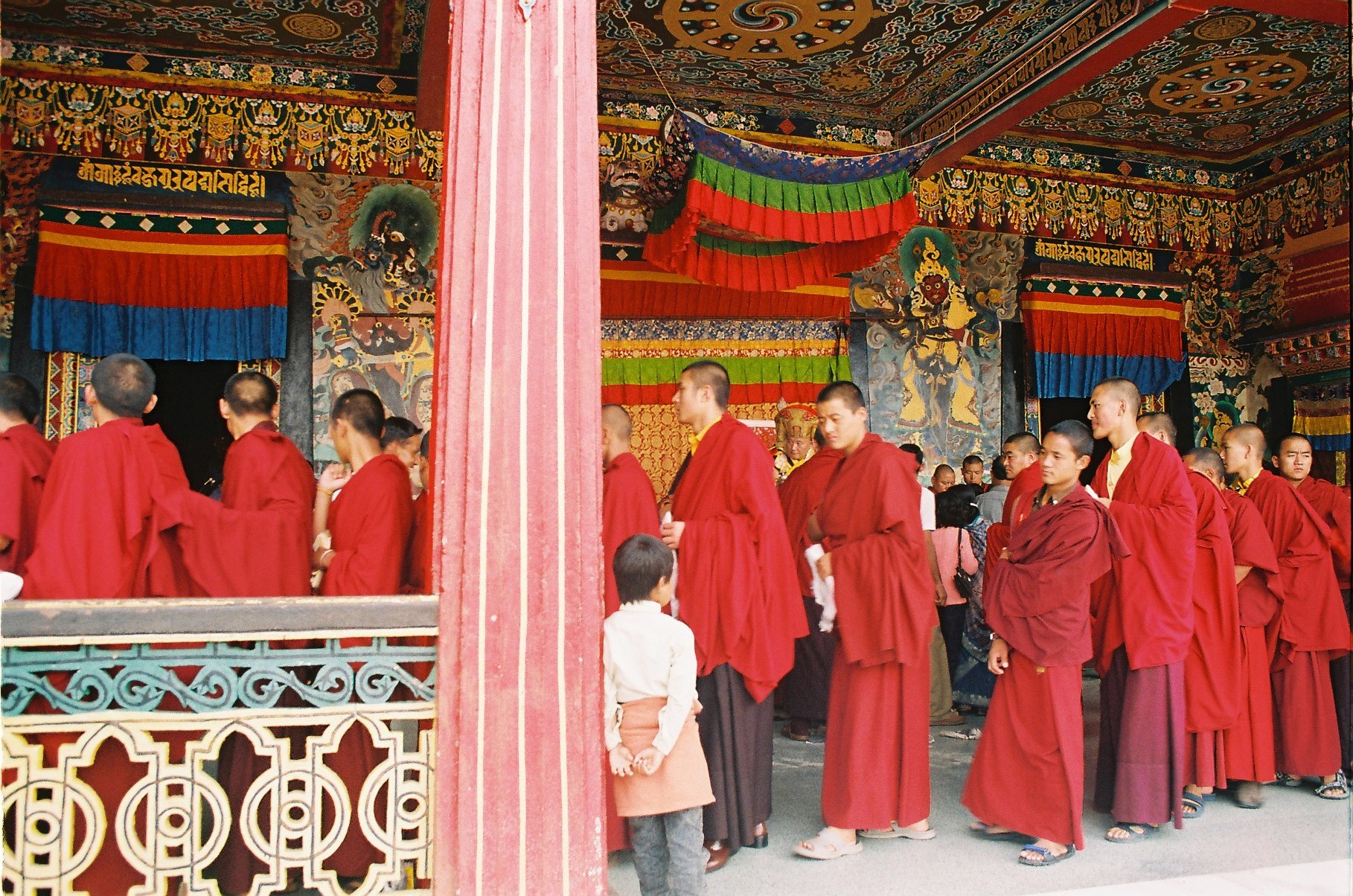

Világi nézete ellenére, a Kínai Népköztársaság kormánya megszerezte az ahhoz való hatalmat, hogy jóváhagyja a fő reinkarnációk megnevezését Tibetben. Ez a döntés egy precedensre hivatkozik, melyet a Csing-dinasztia Csien-lung császára állított fel, aki bevezetett egy rendszert, a dalai láma és a pancsen láma kiválasztására sorshúzásos módszerrel, amihez egy aranyurnát használnak, árpagolyókba csomagolt nevekkel. Napjainkban ezt a precedenst használták a pancsen láma megnevezéséhez, akinek hatalmában van felismerni az új dalai lámát. Vannak feltételezések, miszerint a jelenlegi dalai láma halálával a Kínai Népköztársaság fogja levezetni az utód kiválasztását.
A jelenlegi dalai láma többször kijelentette, hogy soha nem fog újraszületni olyan területen, amely a Kínai Népköztársaság ellenőrzése alatt áll, és alkalmanként azt sugallta, hogy úgy dönthet, ő lesz az utolsó dalai láma azáltal, hogy egyáltalán nem születik újra. Ugyanakkor azt is kijelentette, hogy az ismételt reinkarnációinak az a célja, hogy folytassa a befejezetlen munkát, és amennyiben a tibeti helyzet változatlan marad, nagyon valószínű, hogy újra fog születni, hogy befejezhesse a munkáját. Ezenfelül, a jövőbeli tibeti alkotmánytervezetében a dalai láma intézménye bármikor érvényteleníthető a Gyűlés 2/3-os demokratikus többségével. Szintén érdemes megemlíteni, hogy a 14. dalai láma kijelentette: „Személy szerint úgy érzem, a dalai láma intézménye megszolgálta a célját”.

## Rezidencia
Az 5. dalai lámától kezdve, a 14. dalai láma 1959-es száműzetésbe való vonulásáig, a dalai lámák székhelye télen a Potala palota volt, nyáron pedig a Norbulingka palota és park. Mindkét rezidencia a tibeti Lhászában található, körülbelül 3 kilométerre egymástól. 1959-ben, Tibet kínai megszállását követően, a 14. dalai láma Indiában keresett menedéket. Az indiai miniszterelnök, Dzsaváharlál Nehru hozzájárult, hogy biztonságos menedéket garantáljon a dalai lámának és tibeti társainak. A dalai láma azóta Dharamszalában, az észak indiai Himácsal Prades államban él, ahol megalapították a Központi Tibeti Adminisztrációt (a száműzött tibeti kormányt). Tibeti menekültek Dharamsalában sok iskolát és buddhista templomot építettek és nyitottak meg.

## A dalai lámák
A dalai lámának 14 elismert reinkarnációja van:
|     | Név            | Kép | Él(t)                                     | Uralkodási idő                    | Tibeti írás/Wylie-átírás                 | PRC átírás     |
| --- | -------------- | --- | ----------------------------------------- | --------------------------------- | ---------------------------------------- | -------------- |
| 1.  | Gedun Trupa    |     | * 1391 † 1475. január 15.                 | –                                 | དགེ་འདུན་འགྲུབ་ dge ‘dun ‘grub               | Gêdün Chub     |
| 2.  | Gedun Gyaco    |     | * 1475. december 31. † 1541. május 23.    | 1492 – 1541                       | དགེ་འདུན་རྒྱ་མཚོ་ dge ‘dun rgya mtsho         | Gêdün Gyaco    |
| 3.  | Szönam Gyaco   |     | * 1543 † 1588. április 20.                | 1578 – 1588                       | བསོད་ནམས་རྒྱ་མཚོ་ bsod nams rgya mtsho       | Soinam Gyaco   |
| 4.  | Jonten Gyaco   |     | * 1589 † 1617 januárja                    | 1601 – 1617                       | ཡོན་ཏན་རྒྱ་མཚོ་ yon tan rgya mtsho           | Yoindain Gyaco |
| 5.  | Loszang Gyaco  |     | * 1617 † 1682                             | 1638 – 1682                       | བློ་བཟང་རྒྱ་མཚོ་ blo bzang rgya mtsho         | Lobsang Gyaco  |
| 6.  | Cangjan Gyaco  |     | * 1683. március 1. † 1706. november 15.   | 1697 – 1706                       | ཚངས་དབྱངས་རྒྱ་མཚོ་ tshang dbyangs rgya mtsho | Cangyang Gyaco |
| 7.  | Kalszang Gyaco |     | * 1708. szeptember 3. † 1757. március 22. | 1720 – 1757                       | བསྐལ་བཟང་རྒྱ་མཚོ་ bskal bzang rgya mtsho     | Gaisang Gyaco  |
| 8.  | Dzsampal Gyaco |     | * 1758. július 29. † 1804. november 19.   | 1762 – 1804                       | བྱམས་སྤེལ་རྒྱ་མཚོ་ byams spel rgya mtsho       | Qambê Gyaco    |
| 9.  | Lungtok Gyaco  |     | * 1805. december 1. † 1815. március 6.    | (1808 – 1815)                     | ལུང་རྟོགས་རྒྱ་མཚོ་ lung rtogs rgya mtsho       | Lungdog Gyaco  |
| 10. | Cultrim Gyaco  |     | * 1816. március 29. † 1837 szeptembere    | 1826 – 1837                       | ཚུལ་ཁྲིམས་རྒྱ་མཚོ་ tshul khrim rgya mtsho      | Cüchim Gyaco   |
| 11. | Kedrub Gyaco   |     | * 1838. november 1. † 1856. január 31.    | 1842 – 1856                       | མཁས་གྲུབ་རྒྱ་མཚོ་ mkhas grub rgya mtsho       | Kaichub Gyaco  |
| 12. | Trinle Gyaco   |     | * 1857. január 26. † 1875. április 25.    | 1860 – 1875                       | འཕྲིན་ལས་རྒྱ་མཚོ་ ‘phrin las rgya mtsho       | Chinlai Gyaco  |
| 13. | Tubten Gyaco   |     | * 1876. február 12. † 1933. december 17.  | 1879 – 1933                       | ཐུབ་བསྟན་རྒྱ་མཚོ་ thub bstan rgya mtsho       | Tubdain Gyaco  |
| 14. | Tendzin Gyaco  |     | * 1935. július 6.                         | 1950 – napjainkig (száműzetésben) | བསྟན་འཛིན་རྒྱ་མཚོ་ bstan ‘dzin rgya mtsho     | Dainzin Gyaco  |

## Filmek
- Bernardo Bertolucci: A kis Buddha (Little Buddha), 1993
- Martin Scorsese: Kundun, 1997
- Jean-Jacques Annaud: Hét év Tibetben (Seven Years in Tibet), 1997
- Jochen Breitenstein: Der Ring des Buddha, 2001
- Werner Herzog: Rad der Zeit, 2004

## Magyar nyelvű kötetek
- Roland Barraux: A dalai lámák története. Tizennégy fénysugár a Látomások taván, Budapest, Ferenczy, 1995, ISBN 963-825-843-8
- Tendar Thubten Samphel: Tibet dalai lámái; előszó Őszentsége, a Dalai Láma, ford. Narancsy Gábor, versford. Rab Zsuzsa; Officina '96, Bp., 2003
- Mayank Chhaya: A Dalai Láma. Az ember, a szerzetes, a misztikus, Budapest, Trivium Kiadó, 2008, ISBN 978-963-971-135-8
- Glenn H. Mullin: A tizennégy Dalai Láma. A reinkarnáció szent öröksége, Budapest, JLX Kiadó, 2011, ISBN 978-963-305-297-6
- Daniel Goleman: A jóság hatalma. A dalai láma látomása az emberiségről; ford. Tóth Zsuzsanna; Libri, Bp., 2015